# 黑鳴鳳
黑鳴鳳（1673年—18世纪），字羽輝，號朝陽，清朝回族將領，山東臨清州（今臨清市）人。武進士出身。

## 生平
黑鳴鳳少年喪父，事母至孝。康熙四十二年（1703年）中式癸未科二甲第十五名武進士。授官侍衞，屢次獲得聖祖賞賜。
康熙四十六年（1707年），黑鳴鳳隨御駕南巡，至德州，獲賜克什。鳴鳳首先拿給母親。聖祖深為嘉納，特賜克什二盤。行至杭州西湖，即授浙江提標右營遊擊。歷官象山協副將。康熙四十八年（1709年），一念和尚以大嵐山爲根據地抗清，總督派寧台道追跡，被困。提督推舉黑鳴鳳前往圍剿。黑鳴鳳率領數騎上山開道，敵軍航海轉移。黑鳴鳳因此加軍功一級。
黑鳴鳳文武雙全，不但嫻於武藝，還善作文，工書法。民國《臨清縣志》有傳。